# Poggio Picenze
Poggio Picenze település Olaszországban, Abruzzo régióban, L’Aquila megyében. Lakosainak száma 1003 fő (2023. január 1.). Poggio Picenze Barisciano, San Demetrio ne’ Vestini, Fossa és Sant’Eusanio Forconese községekkel határos.

## Népesség
A település lakossága az elmúlt években az alábbi módon változott:
| Lakosok száma | 1147 | 1105 | 1003 |
|               | 2017 | 2018 | 2023 |